# Penelope dabbenei
Penelope dabbenei là một loài chim trong họ Cracidae.